# Hermann Köhler
Hermann Köhler (né le 12 janvier 1950 à Niedermarsberg) est un athlète représentant l'Allemagne de l'Ouest, spécialiste du 400 mètres.

## Biographie

### Palmarès
| Date | Compétition                    | Lieu      | Résultat | Épreuve   | Performance   |
| ---- | ------------------------------ | --------- | -------- | --------- | ------------- |
| 1971 | Championnats d'Europe          | Helsinki  | 6e       | 400 m     | 46 s 1        |
| 1971 | Championnats d'Europe          | Helsinki  | 1er      | 4 × 400 m | 3 min 02 s 9  |
| 1972 | Jeux olympiques                | Munich    | 4e       | 4 × 400 m | 3 min 00 s 9  |
| 1973 | Championnats d'Europe en salle | Rotterdam | 2e       | 4 × 360 m | 2 min 46 s 42 |
| 1974 | Championnats d'Europe          | Rome      | 2e       | 4 × 400 m | 3 min 03 s 5  |
| 1975 | Championnats d'Europe en salle | Katowice  | 1er      | 400 m     | 48 s 76       |
| 1975 | Championnats d'Europe en salle | Katowice  | 1er      | 4 × 320 m | 2 min 29 s 9  |
| 1976 | Championnats d'Europe en salle | Munich    | 2e       | 400 m     | 48 s 19       |

### Records
| Épreuve    | Performance | Lieu | Date |
| ---------- | ----------- | ---- | ---- |
| 400 mètres | 45 s 98     | —    | 1971 |